# Starrheitssatz von Llarull
In der Mathematik ist der Starrheitssatz von Llarull ein Lehrsatz der Riemannschen Geometrie, der mit Methoden der Indextheorie bewiesen wird. Er wurde von Gromov vermutet und von Llarull bewiesen.

## Aussage
Sei {\displaystyle (M^{n},g)} eine Riemannsche Mannigfaltigkeit und {\displaystyle (S^{n},g_{0})} die Einheitssphäre mit der Standardmetrik von konstanter Schnittkrümmung {\displaystyle K\equiv 1}. Sei 
{\displaystyle f\colon M^{n}\to S^{n}}
eine abstände-verringernde Abbildung vom Abbildungsgrad {\displaystyle deg(f)\not =0}.
Wenn für die Skalarkrümmung von {\displaystyle (M^{n},g)} in allen Punkten {\displaystyle p\in M^{n}}
{\displaystyle scal(p)\geq 1}
gilt, dann muss {\displaystyle f} eine Isometrie sein.

## Beweis
Die Idee des Beweises ist, ein geeignetes Spinorbündel auf der Sphäre nach {\displaystyle M} zurückzuziehen, mit einem Bündel auf {\displaystyle M} zu twisten und dann eine Variante des Satzes von Bochner und den Atiyah-Singer-Indexsatz zu benutzen.